# Ітінген
Ітінген (нім. Itingen) — громада  в Швейцарії в кантоні Базель-Ланд, округ Зіссах.

## Географія
Громада розташована на відстані близько 65 км на північний схід від Берна, 5 км на південний схід від Лісталя.
Ітінген має площу 3,1 км², з яких на 23,5% дозволяється будівництво (житлове та будівництво доріг), 28,9% використовуються в сільськогосподарських цілях, 47,3% зайнято лісами, 0,3% не є продуктивними (річки, льодовики або гори).

## Демографія
2019 року в громаді мешкало 2159 осіб (+10,2% порівняно з 2010 роком), іноземців було 20,1%. Густота населення становила 690 осіб/км².
За віковим діапазоном населення розподілялося таким чином: 22,1% — особи молодші 20 років, 58,5% — особи у віці 20—64 років, 19,4% — особи у віці 65 років та старші. Було 888 помешкань (у середньому 2,4 особи в помешканні).
Із загальної кількості 883 працюючих 11 було зайнятих в первинному секторі, 374 — в обробній промисловості, 498 — в галузі послуг.